# Instituto Nacional de Fomento de la Economía Social
El Instituto Nacional de Fomento de la Economía Social (INFES) fue un organismo público español, adscrito al Ministerio de Trabajo y Seguridad Social, que entre 1991 y 1997 fue responsable de fomentar aquellas entidades que tuvieren por objeto la prestación de bienes y servicios a sus asociados, participando éstos directa y democráticamente en la toma de decisiones, y aquéllas en las que los trabajadores ostenten la mayoría del capital social. Estas entidades eran, grosso modo, las cooperativas y las Sociedades Anónimas Laborales.

## Historia
El INFES fue creado por la Ley de Presupuestos Generales del Estado para 1991 como organismo sustituto de la Dirección General de Cooperativas y Sociedades Laborales, que desde 1985 era responsable de estos regímenes laborales. Constituido formalmente mediante el Real Decreto 1836/1991, de 28 de diciembre, el organismo autónomo constaba de un Consejo y una Dirección General, que ocupó Juan José Barrera Cerezal entre 1991 y 1996 y, brevemente, Celestino García Marcos entre 1996 y 1997.
Mientras existió, cabe destacar el impulso que dio a dos instituciones relevantes para la economía social. Por una parte, en 1992 el INFES impusló la constitución de la Confederación Empresarial Española de la Economía Social (CEPES) con el objetivo de aglutinar y vertebrar todas las organizaciones integrantes de la Economía Social, y en 1993, impulsó ECOS Capital Riesgo, S.A., una sociedad integrada por varias entidades representativas de la Economía Social y que tuvo como objetivo favorecer la financiación de las entidades de Economía Social, mediante la aportación de fondos a su capital social.
En 1997 se suprimió el organismo autónomo, asumiendo sus funciones la Dirección General de Fomento de la Economía Social. A pesar de su desaparición, hoy en día sobrevive su Consejo, conocido desde entonces como Consejo de Fomento de la Economía Social.